# Bonaventura Cavalieri
Bonaventura Cavalieri (Milão, 1598 — Bolonha, 30 de novembro de 1647) foi um sacerdote matemático italiano, discípulo de Galileu.
Estudou astronomia, trigonometria esférica e cálculo logarítmico. É considerado um dos precursores do cálculo integral.
Ao nascer em Milão, Itália, por volta de 1598, Bonaventura recebeu o nome de Francesco Cavalieri. Sua família era proprietária de terras em Suna e em Milão, mas foi nesta última que Cavalieri passou a sua infância e iniciou seus estudos.
Em 20 de setembro de 1615 ele se juntou à ordem religiosa dos Jesuatas em Milão, assumindo o nome de Bonaventura Cavalieri. Em 1616 foi transferido para Pisa, onde estudou filosofia, teologia e onde conheceu Benedito Castelli, que o introduziu no estudo de geometria. Durante os quatro anos que esteve em Pisa, Cavalieri tornou-se um matemático famoso e um dos discípulos de Galileu.
Em 1619 candidatou-se para a cadeira de Matemática em Bolonha, no entanto, foi considerado muito jovem para a posição. Voltando para Milão no ano seguinte, tornou-se diácono do Cardeal Federico Borromeo. Lá ele estudou teologia por três anos. Ainda tornou-se prior na igreja de San Pietro em Lodi, e em 1626 no Mosteiro de São Benedito em Parma.
Mas foi a paz e a tranqüilidade dos monastérios que o ajudaram a completar o manuscrito dos seis primeiros livros sobre os "indivisíveis" e enviá-los aos Lordes de Bolonha. Ele descobriu que se duas figuras planas podem ser comprimidas entre linhas retas paralelas de tal forma que tenham seções verticais idênticas em cada segmento, então as figuras têm a mesma área. Assim, ele foi indicado à cadeira de professor em Bolonha em 1629 e ocupou essa cadeira até sua morte em 1647.
Cavalieri publicou, em 1632, o livro Directorium Universale Uranometricum (Diretório Universal de Uranometria). O termo uranométrico está relacionado à medição de distâncias celestes. Entretanto, Cavalieri adotou esse nome provavelmente apenas com o significado de medições. O trabalho divulgou tabelas de senos, tangentes, secantes, cossenos e logaritmos. Este trabalho foi responsável pela introdução na Itália do logarítmo de funções trigonométricas para o emprego em cálculos astronômicos.
Em 1635 publicou sua obra mais conhecida, Geometria indivisibilibus continuorum nova (Nova Geometria dos Indivisíveis Contínuos), em que desenvolveu a ideia de Kepler sobre quantidades infinitamente pequenas: uma região, por exemplo, pode ser pensada como sendo formada por segmentos  "indivisíveis", e que um sólido pode ser considerado como composto de regiões que têm volumes indivisíveis. O raciocínio utilizado é o mesmo daquele de Arquimedes, mas a diferença está na maneira como os dois demonstraram tal pensamento. Esta ideia fecunda, malgrado a inexatitude que ela exprime, permite novas avaliações de superfícies e de volumes, e a determinação geométrica de centros de gravidade das figuras planas e dos sólidos. A partir de suas considerações ele desenvolveu um método que foi utilizado durante cinqüenta anos e que foi substituído pelo Cálculo Integral. A teoria de Cavalieri permitiu-lhe determinar rapidamente áreas e volumes de figuras geométricas.
Publicou também o livro Trattato della ruota planetaria perpetua em 1646. Seu método sobre os indivisíveis foi muito criticado na época, pois não apresentava o rigor matemático desejado. Cavalieri então, em 1647, publicou a obra Exercitationes geometricae sex (Seis Exercícios Geométricos), na qual apresentou de maneira mais clara sua teoria. Tal livro transformou-se em fonte importante para os matemáticos do século XVII. Também escreveu sobre seções cônicas, óptica e astrologia. Correspondeu-se centenas de vezes com muitos matemáticos da época como Galileu, Marin Mersenne, Vincenzo Renieri, Giovanni Antonio Rocca, Evangelista Torricelli e Vincenzo Viviani.
Permaneceu em Bolonha até sua morte, no dia 30 de novembro de 1647. Seu mais famoso discípulo foi Stefano degli Angeli.